# Pargowo
Pargowo (niem. Pargow) – osada w Polsce, położona w województwie zachodniopomorskim, w powiecie polickim, w gminie Kołbaskowo, przy granicy polsko-niemieckiej.
W latach 1975–1998 miejscowość administracyjnie należała do województwa szczecińskiego.
Pargowo jest najdalej wysuniętą na południe miejscowością w powiecie polickim. Znajduje się ono w sąsiedztwie niemieckiego Staffelde. Leży 19 km na południowy zachód od Szczecina, 35 km od stolicy powiatu ― Polic i 3 km na wschód od dawnego drogowego przejścia granicznego Rosówek-Rosow (zlikwidowanego na mocy układu z Schengen).

## Historia

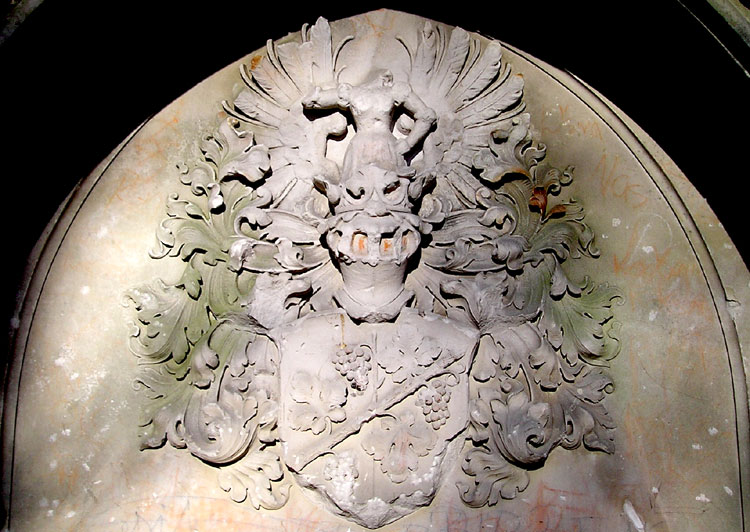
Herb rodziny von Blumennthal na ścianie frontowej kościoła

Wieś po raz pierwszy wzmiankowana w 1240 r. W miejscowości funkcjonował wybudowany przed 1336 rokiem kościół z głazów narzutowych i kwadr granitowych, który został spalony podczas II wojny światowej, zachowana ruina została wpisana do rejestru zabytków.
Po II wojnie światowej Pargowo (niem. Pargow) i sąsiedni Staw (niem. Staffelde) włączono do Polski. Jednak w trakcie delimitacji granicy dokonano kilkunastu zmian w jej przebiegu. Wówczas w zamian za włączenie do Polski 76.5 ha ze stacją wodociągów obsługującą Świnoujście, odstąpiono władzom NRD teren o podobnej powierzchni ze wsią Staw.
Po włączeniu Stawu (Staffelde) z powrotem do Niemiec, sąsiednie Pargowo utraciło dostęp (przez Staffelde) do mostu Mescherin–Gryfino (poprzez Odrę Zachodnią, Międzyodrze i Odrę Wschdnią) łączącego je bezpośrednio z powiatem gryfińskim. Pargowo znalazało się w sięgaczu otoczonym od zachodu i południa terytorium NRD a od wschodu deltą Odry bez żadnego mostu w pobliżu na terytorium Polski. Przedostanie się na wschodni brzeg Odry wymagało odtąd pokonania 20-kilometrowego odcinka wąską, niedogodną drogą przez Kamieniec, Moczyły, Kołbaskowo i Waliszewo. Od przerwania ciągu komunikacyjnego  Pargowo–Staffelde odcinek ten nadal nie jest połączony (brakuje około 500 m), choć widoczny jest dawny zarys drogi przez pola).
Po wejściu Polski do Unii Europejskiej ponownie możliwe jest korzystanie z mostu Mescherin–Gryfino jadąc przez terytorium Niemiec (via Kamieniec, przejście graniczne Rosówek-Rosow, Neurochlitz i wreszcie Staffelde), choć skraca to przeprawę przez Odrę tylko minimalnie (około 1 km krócej) z powodu przeciętego odcinka drogowego Pargowo–Staffelde. Otwarcie granicy umożliwiło natomiast lepsze połączenie Pargowa z Gryfinem (7 km krócej) przez uniknięcie okrężnej drogi przez Kołbaskowo, Radziszewo i Nowe Brynki. Na odcinku Pargowo–Staffelde nie ma przejścia granicznego, jednak bliskość tego skrótu granicznego sprawia, że niektórzy pokonują go rowerem.

## Transport
Pargowo połączone jest ze Szczecinem miejską linią autobusową numer 242, kursującą na trasie Plac Kościuszki (Szczecin) - Pargowo.